# 신조촌 (시즈오카현)
신조촌(일본어: 新所村)은 일본 시즈오카현의 서부, 후치군·하마나군에 속해있던 촌이다. 현재의 고사이시 중북부에 해당한다.

## 역사
- 1889년 4월 1일 - 정촌제 시행에 의해 후치군 신조촌이 성립하였다.
- 1896년 4월 1일 - 군 개편에 의해 하마나군에 속하게 되었다.
- 1945년 6월 20일 - 지와다 촌사무소가 오치바498번지에서 오타 463번지 1로 이전되었다.
- 1955년 4월 1일 - 시라스카정, 와시즈정, 이리데촌, 지바타촌과 합병해, 고사이정이 성립하여, 동일 신조촌은 폐지되었다.

## 교통

### 철도
- 일본국유철도
  - 고텐바선

## 참고문헌
- 角川日本地名大辞典 22 静岡県